# Lucienne N’Da
Lucienne N’Da, później Bamba i Koffi (ur. 16 lipca 1965 w Adjamé, dzielnicy Abidżanu) – lekkoatletka pochodząca z Wybrzeża Kości Słoniowej, specjalistka skoku wzwyż, wielokrotna medalistka mistrzostw Afryki, dwukrotna olimpijka.

## Kariera sportowa
Dwukrotnie brała udział w igrzyskach olimpijskich, w 1988 w Seulu i w 1992 w Barcelonie, oba razy odpadając w kwalifikacjach. Również dwukrotnie wystąpiła w mistrzostwach świata: w 1991 w Tokio i w 1993 w Stuttgarcie, także nie kwalifikując się do finału.
Zajęła 7. miejsce w zawodach pucharu świata w 1989 w Barcelonie oraz 3. miejsce w pucharze świata w 1992 w Hawanie.
Zwyciężyła w igrzyskach afrykańskich w 1991 w Kairze.
Osiem razy zdobywała medale na mistrzostwach Afryki, w tym cztery złote: w 1988 w Annabie, 1989 w Lagos, 1990 w Kairze i 1992 w Belle Vue Maurel. Dwukrotnie była srebrną medalistką (w 1984 w Rabacie i 1993 w Durbanie) i dwukrotnie brązową (1982 w Kairze i 1985 w Kairze).
Zdobyła brązowy medal na igrzyskach frankofońskich w 1994 w Paryżu.
Jej najlepszy wynik w karierze, 1,95 m, uzyskany 28 czerwca 1992 w Belle Vue Maurel, jest aktualnym (marzec 2021) rekordem Wybrzeża Kości Słoniowej.